# Эмам, Хамада
Моха́мед Йехи́я Эль Хорри́я Эма́м (араб. محمد يحيى الحرية إمام‎; 28 ноября 1943, Каир — 9 января 2016, Каир) — египетский футболист, играл на позиции нападающего.

## Биография

### Клубная карьера
Хамада Эмам был сыном футбольного вратаря Йехии Эмама, игравшего на протяжении всей карьеры в «Замалеке». В 1957 году, когда ему было 14 лет, Эмам присоединился к молодёжной команде «Замалека», а в следующем году был включён в основной состав. Эмам в течение всей футбольной карьеры играл за эту команду, с которой выиграл три чемпионских титула и два Кубка Египта в 1960 и 1962 годах.
В ноябре 1966 года в товарищеском матче с английском клубом «Вест Хэм Юнайтед», который проходил в Каире, оформил хет-трик; матч завершился победой египетского клуба со счётом 5:1. Всего Эмам сыграл за «Замалек» 267 матчей, в которых забил 84 гола.

### Карьера в сборной
В составе сборной Египта Эмам принимал участие на Кубке африканских наций 1970 года, на котором завоевал бронзовые медали. Всего за сборную Египта сыграл 5 матчей, в которых забил 3 гола.

### Деятельность и личная жизнь
После завершения карьеры Эмам работал в системе клуба «Замалек» и был вице-президентом Египетской футбольной ассоциации. Он работал футбольным комментатором и телеведущим собственного шоу на канале «Nile Sports TV» под названием «Голы недели с Fox».
У него было два сына, один из которых Хазем стал профессиональным футболистом.

### Смерть
Скончался 9 января 2016 года в Каире в возрасте 72 лет после продолжительной болезни.

## Достижения
«Замалек»
- Чемпион Египта (3) : 1959/60, 1963/64, 1964/65
- Обладатель Кубка Египта (2) : 1959/60, 1961/62